# Astronomía (revista)
Astronomía (antes Tribuna de Astronomía) es la primera revista española que salió a la venta en kiosco dedicada íntegramente a la divulgación de la astronomía, astrofísica y ciencias del espacio. De carácter mensual, excepto en el número de julio-agosto, consta de cien páginas en color a un tamaño de 172 x 242 mm 

## Historia
En el año 1985 salió a la calle el primer número de la revista Tribuna de Astronomía.  Desde su inicio fue editada por la desaparecida editorial Equipo Sirius, S.A., y a partir de 2012, Jabtab Solutions SL se hizo cargo de la edición digital en versión para iPad de la revista. Comenzando en enero de 2013, y con la desaparición de Equipo Sirius, Jabtab se ocupó igualmente de la edición en papel. 
Desde enero de 2016, una nueva empresa, Global Astronomía SLL, formada por la gestora y administrativa Gema Gracia, y el director de la revista, Ángel Gómez, tras comprar la marca y derechos de la revista a la anterior editora, Jabtab Solutions, se ocupa de la edición de la revista en sus formatos de papel y pdf. Astronomía se distingue por publicar, casi exclusivamente, autores españoles o hispanohablantes, tanto aficionados como astrónomos profesionales. El perfil de la publicación es divulgativo, haciendo especial énfasis en la calidad de los contenidos y de la presentación de los mismos.
Su Consejo Asesor está presidido por el rey Felipe VI de España, y todos sus miembros son destacados miembros de la astronomía hispanoparlante, con paridad de género. Es la revista de referencia para los amantes de la astronomía en España e Iberoamérica. En agosto de 1999 se fusionó con la revista Universo, pasando a llamarse Tribuna de Astronomía y Universo, y en 2002 adoptó su actual nombre de Astronomía. A partir del número de junio de 2016, un ligero cambio en la tipografía de la cabecera de la revista eliminó la doble A característica.
En 1992 fue la primera revista comercial que se imprimió en papel reciclado.
En 2002 se incorpora como Redactor Jefe, Ángel Gómez Roldán, procedente del Instituto de Astrofísica de Canarias, pasando a ocupar el cargo de Director a finales de 2010.
Desde 2007 existe una versión en formato pdf.
En enero de 2011, se actualizó el diseño de la revista haciéndolo más actual y amigable para el lector.
A finales del año 2012, y hasta finales de 2015 salió a la calle la versión de la revista para iPad, actualmente discontinuada y en planes de renovación.
En abril de 2013 la versión en papel adquirió un nuevo diseño mucho más moderno.
En septiembre de 2015 se pasó a un formato en papel más reducido, tamaño A5 aproximadamente, reduciendo así las dimensiones de 211 x 297 mm al tamaño actual de 172 x 242 mm, con el objetivo de reducir costos y aumentar la manejabilidad de la revista. 
En noviembre de 2016, la revista recibió el Premio Especial del Jurado Archivado el 11 de diciembre de 2017 en Wayback Machine. de los Premios Prisma de la Casa de las Ciencias de los Museos Científicos Coruñeses, el galardón más prestigioso y veterano de los que se otorgan a la divulgación en España.

## Contenido actual en los años 2017-2018
- Editorial: comentario mensual escrito por el director de la publicación, Ángel Gómez Roldán.
- Últimas noticias: lo más relevante de los últimos descubrimientos astronómicos, ocurridos cada mes. Tiene como apartados fijos Astronomía Local, Hace 25 años, Breves, Novedades del Instituto de Astrofísica de Canarias, Actualidad desde el Centro de Astrobiología, Astronomiza2.0, Desde el Observatorio Europeo Austral, y Una Ventana para el Telescopio Espacial. Coordinadas por X. Dositeo Veiga y Ángel Gómez Roldán, con la colaboración de José A. Caballero, Juan Ángel Vaquerizo, Carmen del Puerto y Antonio Pérez Verde.
- Terminología astronómica: la Comisión de Terminología Astronómica de la Sociedad Española de Astronomía aclara dudas sobre términos astronómicos en el lenguaje.
- El Observatorio de los Libros: reseñas de libros de astronomía realizados por David Galadí-Enríquez, observatorio de Calar Alto, y Pilar Carceller Cerviño, Editorial Akal.
- La Tribuna: sección de opinión firmada por astrónomos profesionales y aficionados.
- En el Foco: la mejor imagen astronómica de cada mes a doble página comentada por el director de la revista.
- Astrobiología: sección dedicada a esta nueva ciencia interdisciplinar. Autor: Alberto González Fairén.
- Agenda: las efemérides astronómicas de cada mes, con mapas celestes de los hemisferios Norte y Sur, los fenómenos astronómicos destacados, galería de imágenes de heliofísica, posiciones planetarias y fases de la Luna, invención toponímica, además de una sección sobre observación lunar. Autores: Antonio Bernal. Colaboran Joanma Bullón, Faustino García, Javier Ruiz (de la red parhelio.com), Ángela María Tamayo y Alejandro Mendiolagoitia.
- Cuerpos menores: información sobre las lluvias de meteoros y cometas visibles en cada mes. Autor: Mark Kidger.
- Estrellas dobles: información y estudio sobre las estrellas dobles. Coordinado por Rafael Benavides.
- Polvo de estrellas: las novedades en la observación y estudio de novas y supernovas, realizado por Juan-Luis González Carballo.
- Historias de astrónomos: Miguel Ángel Pérez-Torres nos cuenta las biografías e hitos más destacados de figuras relevantes de la astronomía.
- Destinos astronómicos: visitas a los lugares de interés relacionados con la historia de la astronomía. Autores: Paco Bellido y Lola Vázquez.
- El pequeño astrónomo: dirigida a los lectores más jóvenes, entre 9 y 12 años. Autora: Ángela del Castillo.
- Musica Universalis: la relación entre la música y la astronomía. Autor: José Antonio Caballero.
- Naranja y negro: sección dedicada a las observaciones desde la ciudad y el campo. Autor: Alex Mendiolagoitia.
- Taller: sección dedicada al bricolaje astronómico.
- Banco de pruebas: análisis a fondo de las últimas novedades instrumentales para el amateur. Autor: Jon Teus.
- Delta-V: historias poco conocidas de la astronáutica. Autor: Daniel Marín.
- Astrofotografía: una selección de las mejores imágenes de aficionados con elección de la Imagen del Mes. Coordinado por Ángel Gómez Roldán.
- Cuenta atrás: sección dedicada a la investigación espacial y astronáutica. Autor: José Luis Hellín.
- Paradojas: o cómo descubrir la ciencia en la ciencia ficción. Autor: Miquel Barceló.

## Redacción
- Director: Ángel Gómez Roldán.
- Redacción: Miquel Barceló, Paco Bellido, Rafael Benavides, Antonio Bernal, Joanma Bullón, José Antonio Caballero, Ángela del Castillo, David Galadí, Faustino García, César González, Juan-Luis González, Alberto González Fairén, Mark Kidger, José Luis Hellín Maqueda, Marcelino Leo, Jordi Lopesino, Daniel Marín, Alejandro Mendiolagoitia, Miguel Á. Pérez Torres, Antonio Pérez Verde, Carmen del Puerto, Javier Ruiz, Jon Teus, Juan Ángel Vaquerizo, Xosé Dositeo Veiga Alonso.

## Articulistas
Estos son algunos de los astrónomos y astrofísicos profesionales que han colaborado y colaboran en Astronomía.
- Alberto Castro-Tirado, IAA]
- Juan Fabregat, Director del bservatori Astronòmic de la Universitat de València.
- David Galadí Enríquez (IAA y CAHA).
- Álvaro Giménez Cañete, Director del Área de Ciencia y Exploración Planetaria de la Agencia Espacial Europea.
- Jordi Isern Vilaboy, Instituto de Ciencias del Espacio.
- Mariano Moles, Director del Centro de Estudios de Física del Cosmos de Aragón.
- Carmen Morales Durán, LAEFF
- José Luis Ortiz Moreno, IAA.
- Miguel Á. Pérez Torres, Investigador Científico en el Instituto de Astrofísica de Andalucía (IAA-CSIC).
- Juan Pérez Mercader, exdirector del Centro de Astrobiología. (CAB).
- Rafael Rebolo López, director del IAC.
- Rafael Rodrigo Montero, CSIC.
- Rosa María Ros Ferré, Universidad Politécnica de Cataluña.
- Luis Ruiz de Gopégui, exdirector de Estaciones Espaciales INTA-NASA.
- Dolores Sabau Graziati, INTA.
- Agustín Sánchez Lavega, Universidad del País Vasco.
- Francisco Sánchez Martínez, exdirector del Instituto de Astrofísica de Canarias.
- Juan Sequeiros, Universidad de Alcalá de Henares.
- María Rosa Zapatero Osorio, CAB.
- Rafael Bachiller, Director del Observatorio Astronómico Nacional (Instituto Geográfico Nacional).
- Pere Planesas, Observatorio Astronómico Nacional (Instituto Geográfico Nacional).
- Francisco Colomer, Observatorio Astronómico Nacional (Instituto Geográfico Nacional).